# Эллис-Монаган, Джо
Джоанна Энтони Эллис-Монаган — американский математик и преподаватель математики, профессор математики в Институте математики Кортевега-де Фриза Амстердамского университета. Исследовательские интересы Эллис-Монаган включают полиномы в графах и топологическую теорию графов . 
Эллис-Монаган выросла на Аляске.  В 1984 году она окончила Беннингтон-колледж по двойной специализации — математика и студийное искусство, а в 1986 году получила степень магистра математики в Университете Вермонта. После начала аспирантуры в Дартмутском колледже она перевелась в Университет Северной Каролины в Чапел-Хилл, где защитила диссертацию и получила ученую степень PhD в 1995 году  под руководством Джима Сташеффа. Тема ее диссертации была «A unique, universal graph polynomial and its Hopf algebraic properties, with applications to the Martin polynomial». 
Начиная с 1992 года, Эллис-Монаган работала в Колледже Святого Михаила, возглавляла там кафедру,  а также занимала должности в Университете Вермонта .  В 2020 году Эллис-Могнаган стала профессором дискретной математики Амстердамского университета . 
Вместе с Иэном Моффатом, Эллис-Монаган является автором книги «Graphs on Surfaces: Dualities, Polynomials, and Knots» (Springer, 2013). 
С 2010 по 2020 год она занимала должность главного редактора журнала «ПРИМУС», посвященного преподаванию математики в бакалавриате. 

## Список литературы
1. 1 2  Mathematics Genealogy Project (англ.) — 1997.
2. 1 2  Jo Ellis-Monaghan, PhD: Mathematics Department Chair, Professor of Mathematics, Get to Know Us, Saint Michael's College, Архивировано 10 декабря 2017, Дата обращения: 10 декабря 2017
3. 1 2 3 4  Curriculum vitae, 2013, Архивировано 10 декабря 2017, Дата обращения: 10 декабря 2017
4. ↑  Эллис-Монаган, Джо (англ.) в проекте «Математическая генеалогия»
5. ↑  Joanna Ellis-Monaghan appointed professor of Discrete Mathematics, University of Amsterdam, 2020-10-01, Архивировано 15 июля 2023, Дата обращения: 18 декабря 2020
6. ↑  Reviews of Graphs on Surfaces:
  - Traldi, Lorenzo, Mathematical Reviews, MR 3086663{{citation}}:  Википедия:Обслуживание CS1 (periodical без названия) (ссылка)
  - Banks, Jessica, zbMATH, Zbl 1283.57001{{citation}}:  Википедия:Обслуживание CS1 (periodical без названия) (ссылка)
  - Berg, Michael (October 2013), Review, MAA Reviews, Mathematical Association of America, Архивировано 3 ноября 2023, Дата обращения: 3 ноября 2023
7. ↑  Editorial board, PRIMUS, Taylor & Francis, Архивировано 28 апреля 2021, Дата обращения: 10 декабря 2017